# (73467) 2002 OV5
(73467) 2002 OV5 – planetoida z pasa głównego asteroid okrążająca Słońce w ciągu 5,7 lat w średniej odległości 3,19 j.a. Odkryta 20 lipca 2002 roku.